# Sviluppo (fotografia)

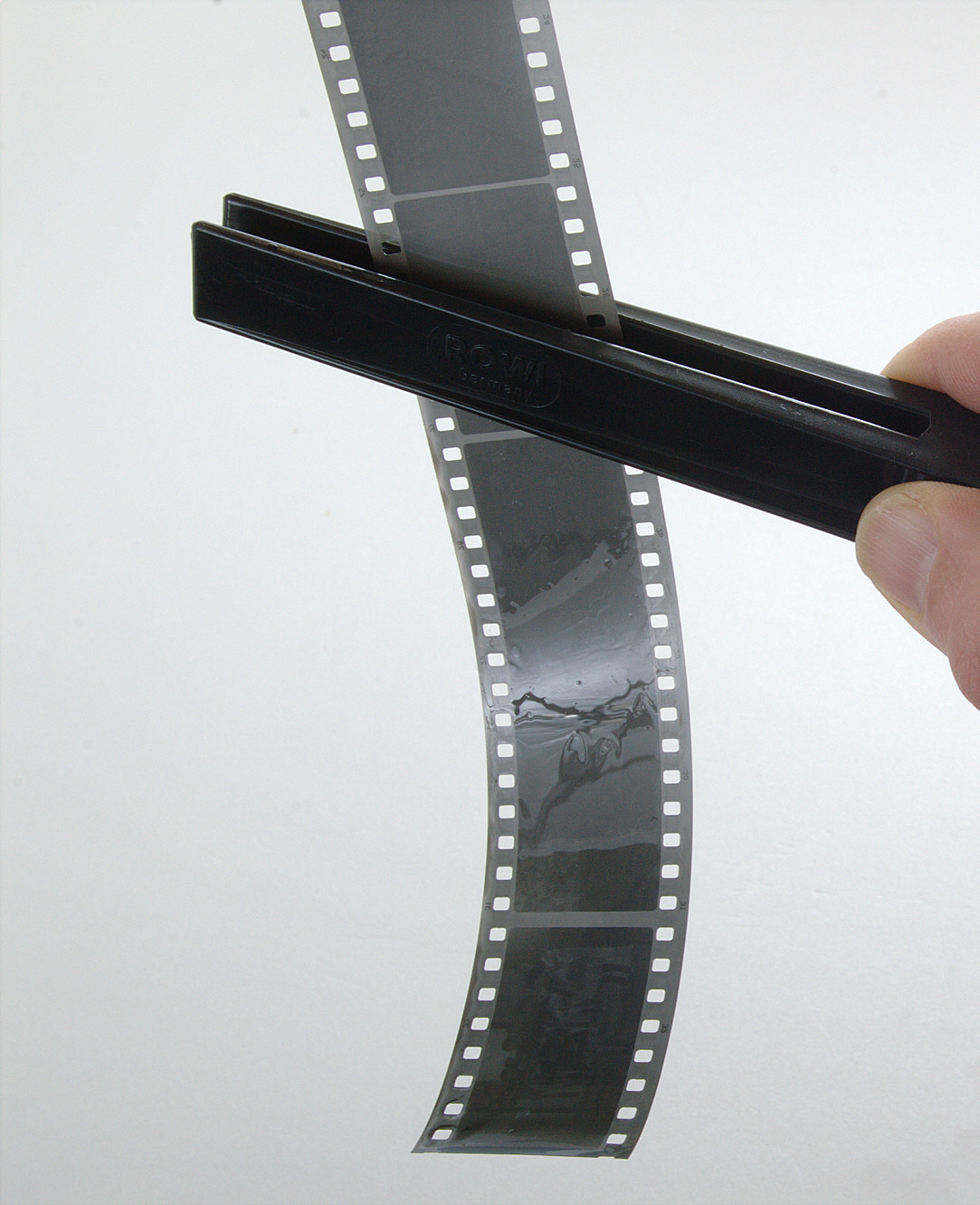
Asciugatura di una pellicola fotografica

Per sviluppo, in fotografia, si intende il processo chimico che rende visibile l'immagine latente impressa sull'emulsione fotografica, producendo il negativo, o la diapositiva in caso di pellicola invertibile.

## Principio di funzionamento
Con lo sviluppo fotografico si trasforma l'immagine latente in un'immagine visibile, quindi si rende l'immagine visibile permanente e poco deteriorabile nel tempo, e infine si rende la pellicola (negativa o positiva) insensibile alla luce.
Per alcune pellicole (Polaroid e Instax di Fuji) lo sviluppo non è apparentemente necessario: dal punto di vista dell'utilizzatore si sviluppano da sole. In realtà nel contenitore "filmpack" sono contenute le pellicole, le capsule di gel che permettono l'azione chimica dello sviluppo ed una coppia di rulli. In alcuni modelli di filmpack è anche contenuta una batteria al litio (questo di fatto è stato il primo impiego industriale della tecnologia) necessaria al funzionamento della fotocamera. Il processo Polaroid, dopo l'esposizione, costringe la pellicola a passare tra due rulli che schiacciano una capsula di gel distribuendolo sull'emulsione fotografica. Dopo alcuni secondi è possibile separare la carta protettiva dalla pellicola fotografica, sulla quale appare l'immagine già completamente formata. Nei primi modelli l'azione era completamente manuale, nei modelli successivi è azionata da un piccolo motore elettrico. Negli anni settanta anche la Kodak inizia la produzione di pellicole simili. Tali pellicole autosviluppanti, denominate Kodak Instant, a differenza delle Polaroid, erano rettangolari e l'immagine sulla superficie misurava 9×6,8 cm. Dopo aver perso una battaglia di brevetti con la Polaroid, Kodak ha abbandonato il business Instant Camera il 9 gennaio 1986.

## Tipologie di sviluppo fotografico

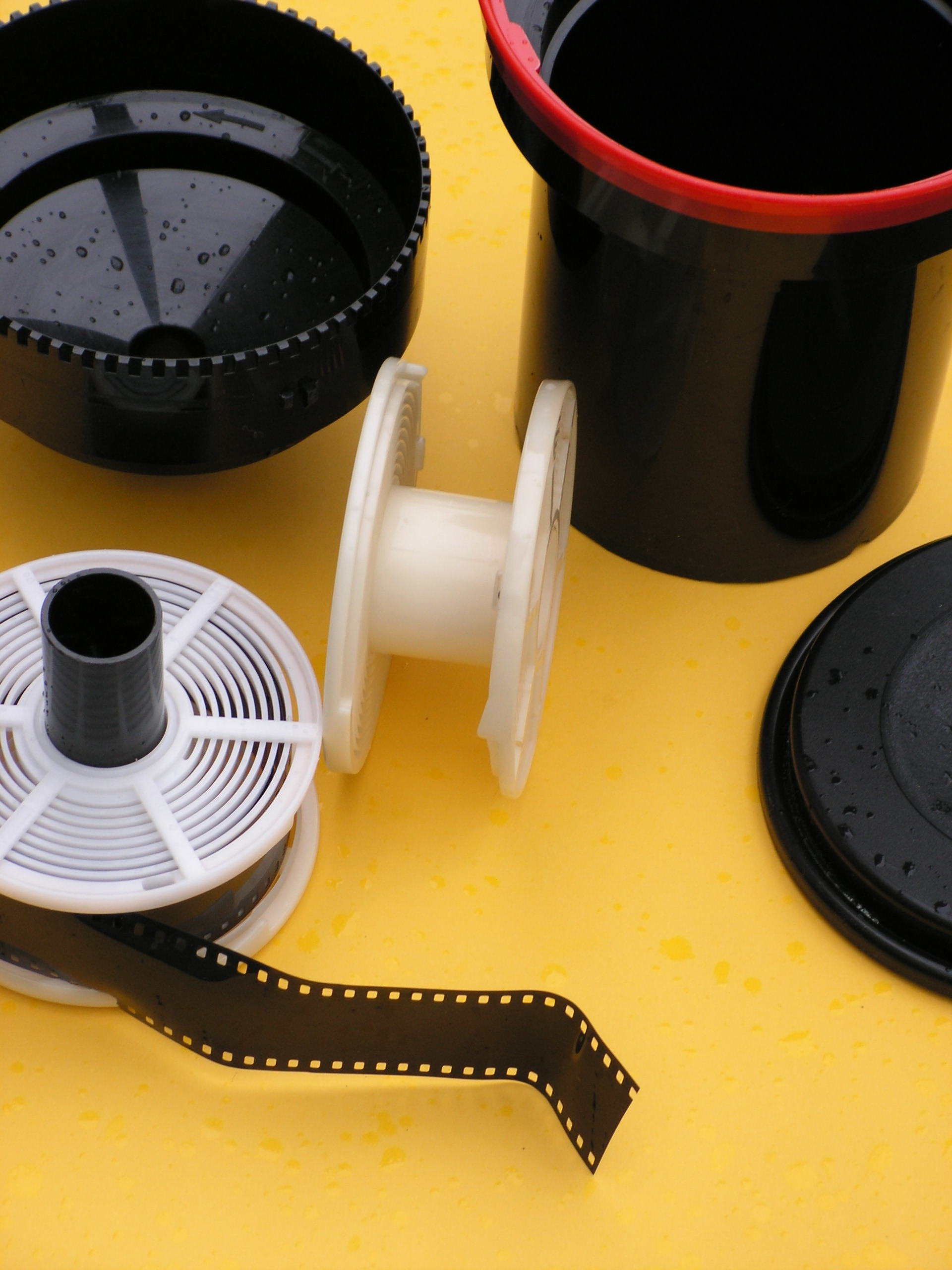
Tank Paterson per sviluppo fotografico di pellicola bianco e nero

### Negativo bianco e nero
Quando si sviluppa un negativo bianco e nero, si procede estraendo la pellicola dal caricatore per poi avvolgerla in un contenitore a spirale, a sua volta inserito nella tank. Questa operazione va effettuata al buio completo, tipicamente nella camera oscura oppure con una particolare sacca a tenuta di luce munita di maniche denominata "mutanda". Poi la pellicola viene trattata con il rivelatore, che rende l'immagine visibile, riducendo l'alogenuro di argento esposto in argento metallico. Viene poi immersa in un bagno d'arresto (leggermente acido), che termina l'azione del rivelatore (talvolta si usa acqua corrente).
Dopo aver eliminato tutti i residui di rivelatore dalla pellicola per non contaminare il fissante, si passa al bagno di fissaggio che rende l'immagine permanente e resistente alla luce, formando complessi solubili con gli alogenuri di argento non ridotti, che entrano
in soluzione. Si lava quindi la pellicola per eliminare il tiosolfato del fissaggio, pericoloso per la stabilità dell'immagine, perché potrebbe solfurare l'argento (talvolta si fa anche un ulteriore bagno, eliminatore di tiosolfato). Segue un bagno in una soluzione di tensioattivo o di acqua
distillata per evitare le macchie dovute ai sali sciolti nell'acqua di rubinetto. Si elimina l'acqua in eccesso con apposite pinzette ricoperte in pelle di camoscio (o anche passandola fra indice e medio). Infine la pellicola viene appesa ad asciugare in una stanza priva di polvere ed è pronta per essere stampata.
Lo sviluppo della pellicola è una fase cruciale del processo fotografico. La densità e il contrasto del negativo vengono determinati, oltre che dal tipo di rivelatore usato, anche dal tempo di sviluppo, dalla temperatura dei bagni, dall'agitazione della tank. Il tempo di sviluppo viene indicato dal produttore, insieme alle correzioni da apportare in funzione della temperatura del bagno, che non deve discostarsi molto dai 20°. Tali indicazioni vengono in genere fornite per ottenere una densità del negativo corrispondente alla sensibilità nominale della pellicola. Sviluppando per tempi superiori si può ottenere una densità maggiore, operazione che si effettua in genere per "tirare" (come si dice comunemente) una pellicola oltre la sua sensibilità nominale. Questo si effettua di solito su pellicole con sensibilità già alta (come 400° ISO) per ottenere risultati paragonabili a sensibilità di 800°, 1600° o anche 3200° ISO, conseguendo anche un aumento del contrasto e della granulosità del negativo. I tempi per questo tipo di trattamento vengono generalmente indicati dal produttore della pellicola o dei bagni. Altra operazione importante è l'agitazione della tank, necessaria per evitare un esaurimento locale del rivelatore. In genere si inizia lo sviluppo con tre vigorosi colpi su una superficie dura per eliminare le bolle d'aria dalla pellicola. Si prosegue con l'agitazione della tank secondo le indicazioni del produttore, ad esempio tre capovolgimenti a intervalli di un minuto. Per il controllo del tempo si consiglia di far partire il cronometro al termine del riempimento della tank (quanto più rapido possibile) e di iniziare lo svuotamento allo scadere del tempo rilevato dalle tabelle in base alla temperatura.

#### Bagni chimici
Le soluzioni di sviluppo fotografico per il bianco e nero possono esser composti, in percentuali variabili, con le seguenti sostanze:
- Solfito di potassio (in percentuale dal 15% al 20%);
- Carbonato di potassio (in percentuale dal 5% al 10%);
- Idrochinone (in percentuale dal 5% al 10%);
- Glicol dietilenico (in percentuale dall'1% al 5%);
- Idrossido di potassio (in percentuale dallo 0,5% all'1%);
- 4-(idrossimetil)-4-metil-1-fenilpirazolidina-3-one (in quantità < allo 0,5%).

## Smaltimento
Secondo la normativa in vigore sullo smaltimento dei rifiuti, i reflui di sviluppo fotografico sono considerati un rifiuto pericoloso, classificabile con il codice CER 090101.